# Mario Barassi
Mario Barassi (Buenos Aires, Argentina, 2 de abril de 1971) es músico de rock argentino. Es el guitarrista, compositor y cantante del grupo de rock y pop, Los Súper Ratones, desde 1988 hasta el presente. 

## Biografía
Mario Aníbal Barassi, nació en Bahía Blanca, pero pronto su familia se trasladó a Mar del Plata, donde vivió hasta los diez años. Su padre, Carlos Barassi, científico, recibió una beca para trabajar en la Universidad de Illinois, y se trasladaron nuevamente, a Urbana, Illinois, en Estados Unidos, donde vivieron por algunos años durante la adolescencia de Mario. A comienzos de 1985, la familia Barassi regresa a Mar del Plata, Argentina, donde Mario termina sus estudios secundarios en el Instituto Don Orione y comienza a juntarse con amigos a tocar música, ya que aprendió a tocar la guitarra en sus años en Estados Unidos. Tras regresar a su país de origen; Barassi emprende diversos proyectos musicales. Su primera banda se llamó "Los Kiwis", donde su sonido, estaba fuertemente identificado por The Beatles, incluso componían y cantaban en inglés.
En 1986, conoce a "Los Ratones", un grupo de rock originario de Mar del Plata, que estaba integrado por Oscar "Pingüino" Granieri (guitarra y voz), José Luis "Person" Properzi (batería y voz), Fernando Blanco (bajo y voz), quienes también tenían fanatismo por The Beatles y las melodías de los 60. Luego de tocar un tiempo por Mar del Plata y zona de influencia, Los Ratones y Los Kiwis hacen muchos conciertos juntos. Hasta que Los Ratones (así se llamaban en ese momento) le proponen a Mario sumarse a su grupo, ya que querían contar con su afinada voz y su forma de pronunciar el inglés perfecta, al tiempo que Los Kiwis estaban comenzando a separarse. Después de la salida de Juan Carlos Raising, Los Ratones hacen una serie de presentaciones como trío y, finalmente, Mario ingresa a la banda a principios de 1988 y la banda pasa a llamarse Super Ratones, su nombre ya definitivo
Más adelante, Mario comienza a estudiar en la Universidad de Buenos Aires y se recibe con el título de abogado.